# Хутынская улица
Ху́тынская улица находится на Торговой стороне Великого Новгорода, на территории бывшей Хутынской слободы.
Начинается от улицы Большой Московской и проходит до улицы Державина. Протяжённость — 1470 м. Ранее являлась дорогой в Хутынский монастырь, по имени которого и получила своё название.
В XIX веке была застроена частными домами. В позднее советское время активно застраивалась многоквартирными домами, однако частная застройка сохранилась до сих пор.
Кроме жилых домов, на Хутынской улице находится ПАТП № 2, ДОСААФ, Управление ГИБДД по Новгородской области, гаражные комплексы.